# Зайцево (городской округ город Тула)
Зайцево — село в Тульской области России. 
В рамках организации местного самоуправления входит в городской округ город Тула, в рамках административно-территориального устройства — в Ленинский район Тульской области.  
Расположено к западу от областного центра, города Тула.

## История
До 1990-х гг. было центром Зайцевского сельского Совета. В 1997 году стало центром Зайцевского сельского округа Ленинского района Тульской области. 
В рамках организации местного самоуправления с 2006 до 2014 гг. село входило в Иншинское сельское поселение Ленинского района, с 2015 года входит в Привокзальный территориальный округ в рамках городского округа город Тула.

## Население
| 2002 | 2010 |
| ---- | ---- |
| 660  | ↗713 |